# الحمامات الرومانية في بيروت
تقع الحمامات الرومانية في بيروت في وسط مدينة بيروت، لبنان بين شارع Banks و Capuchin Street. تم العثور على بقايا حمام روماني من بيريتوس محاط الآن بالمباني الحكومية.

## نظرة عامة

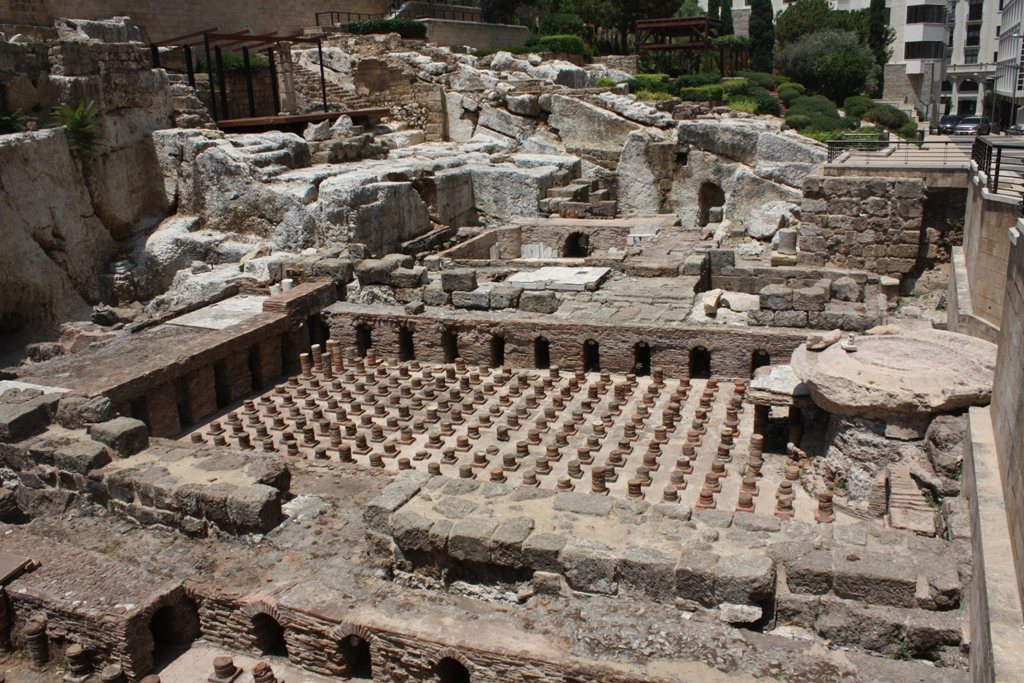
أطلال الحمامات الرومانية في بيروت

حمامات بيريتوس الرومانية هي حمامات رومانية قديمة أو موقع حمام داخل مدينة بيريتوس الرومانية. تم اكتشافه في 1968-1969 وخضع لتجديد كبير في منتصف التسعينات.
تم الحفاظ على الخراب الأثري لأحد الحمامات ويستخدم أحيانًا كمساحة للأداء، مما يعكس التقاليد القديمة للموقع، يستخدم أحد الحمامات كأداء فني ومساحة للحفلات الموسيقية، يحتوي الموقع العصري أيضًا على حدائق على طراز البحر الأبيض المتوسط، تحتوي على مجموعة متنوعة من النباتات الطبية التي كانت تستخدم في بلسم الاستحمام.
الحمام الروماني كان مكان لقاء لجميع المواطنين، كان رومان بيريتوس أربعة مجمعات حمام رئيسية (الحمام الساخن). انتقل الساحر من الحمامات الدافئة إلى الساخنة، من خلال غرف ذات درجات حرارة مختلفة، يسمح نظام التسخين (هيبوكاوستوم) الموجود أسفل الأرضية للهواء، الذي يتم تسخينه بنيران الخشب في خزائن متجاورة، بالتجول بين أعمدة أقراص الطين التي تسخن الأرضية الرخامية؛ سمحت أنابيب الطين في الجدران بالهواء بالارتفاع إلى السقف. تغذي مياه الغلاية حمامات السباحة المبلطة بالرخام في الغرفة الساخنة (كالدريوم)، ويحتوي الحوض الحجري الكبير (l a b r u m) على مياه باردة لاستخدام السباحين. انتهى روتين الاستحمام بتدليك الجسم للزيوت العلاجية. كما استوعبت قاعات الحمام الفسيحة العالية قبو العروض من المهرجين والموسيقيين.

## التاريخ
تم اكتشاف الحمامات الرومانية في بيروت في عام 1968، ثم خضعت لعملية تجديد كبيرة في منتصف التسعينيات، الحمام الروماني كان مكان لقاء لجميع المواطنين، كان لرومان بيريتوس أربعة مجمعات حمام رئيسية (ثيرما)، وتم إنشاء الأول في أوائل القرن الأول تحت حكم أغسطس، قامت شبكة معقدة من أنابيب الرصاص أو الطين بتوزيع المياه من الصهاريج الخارجية إلى الحمامات على مختلف حمامات الحمامات الرومانية.
في القرن الثاني على الأرجح زار الإمبراطور هادريان، دمر زلزال بيريتوس الرهيب الذي حدث عام 551م جميع الحمامات.
اليوم الحمامات الرومانية بيريتوس تعكس التقاليد القديمة للموقع، يستخدم أحد الحمامات كأداء فني ومساحة للحفلات الموسيقية. يحتوي الموقع العصري أيضًا على حدائق على الطراز المتوسطي، تحتوي على مجموعة متنوعة من النباتات الطبية التي كانت تستخدم في بلسم الاستحمام.
في الواقع تقع حدائق «الحمامات» هذه داخل حديقة الغفران الشهيرة ببيروت الحديثة.

## قائمة المراجع
- Mouterde، René et Lauffray، Jean (1952) Beyrouth ville romaine، Publications de la Direction des Antiquités du Liban، بيروت
- لاوفراي، جان (1977) «بيروت. Archéologie et Historie، époques gréco-romaines. I. Période hellénistique et Haut-Empire romain "، Aufstieg und Niedergang der Romischen Welt. II.8 : 135-163 ، وولتر دي جروتر، برلين.
- Beirut.com